# Bengala (contramesura)

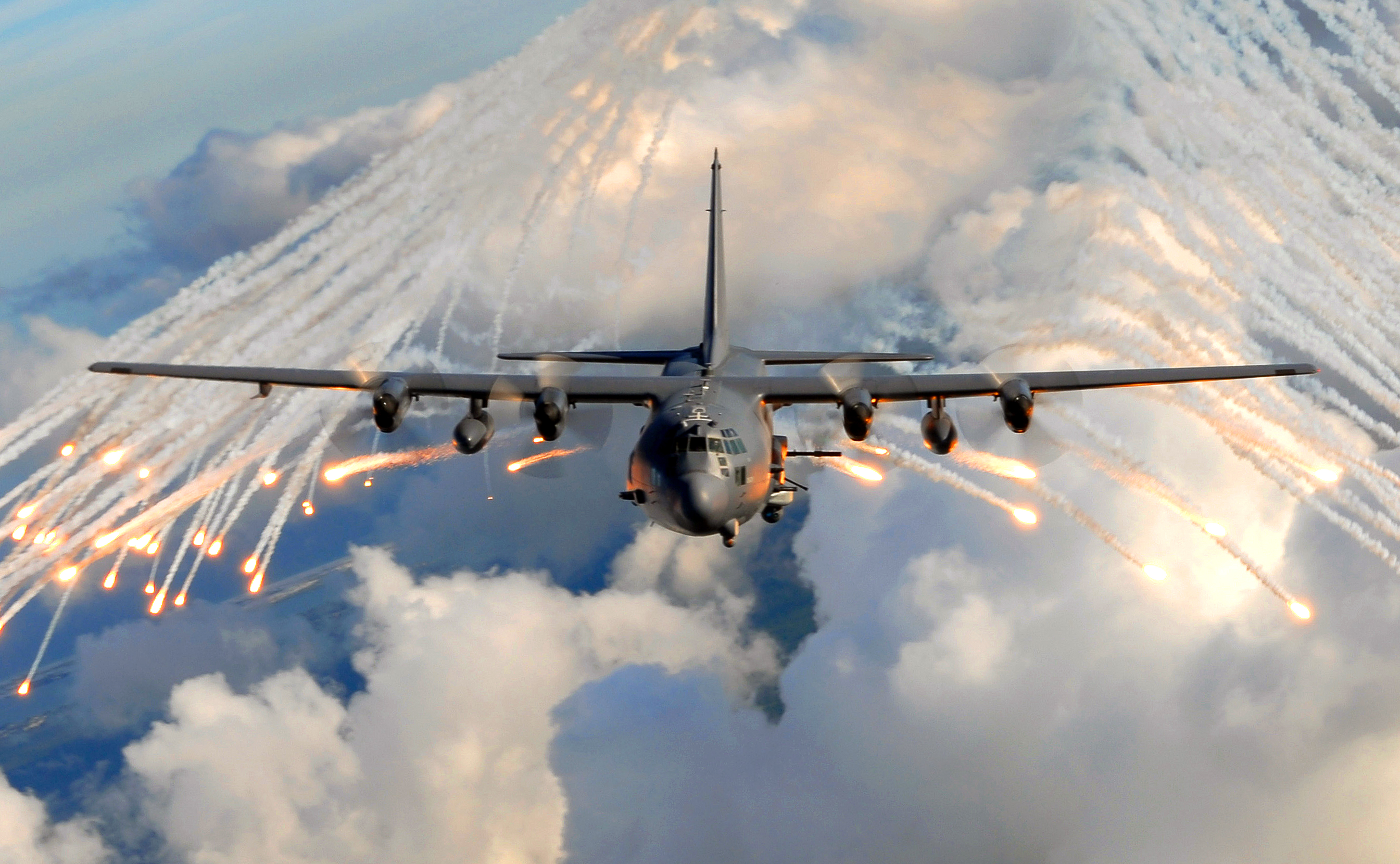
Un Lockheed AC-130U Spooky nord-americà llançant bengales d'esquer.

Una  bengala (cimbell)  és una contramesura d'infrarojos aèria per contrarestar a un míssil superfície-aire o a un míssil aire-aire guiat amb cerca per infrarojos (cerca d'escalfor). Les bengales normalment estan fetes d'una composició pirofòrica basada en magnesi o un altre metall que cremi a altes temperatures, amb una temperatura de combustió igual o més alta que la de les sortides del motor. L'objectiu és fer que el míssil guiat per infrarojos segueixi el senyal d'escalfor de la bengala en lloc de l'escalfor dels motors de l'aeronau.